# Трол
Трол је застрашујуће биће човеколике расе из нордијске митологије.
Улога тролова варира од злих дивова, налик огрима у Енглеској, до различитих човеколиких створова из дивљине који живе испод брда или у пећинама.